# Jeremy Bentham

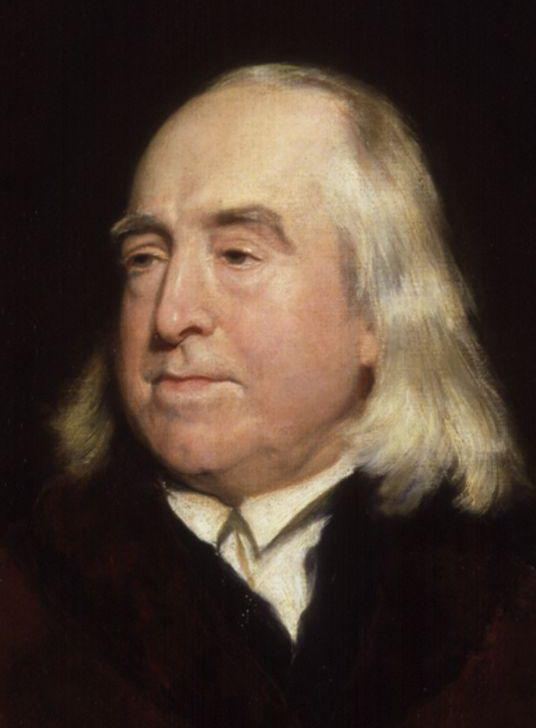
Jeremy Bentham

Jeremy Bentham (* 15. Februar 1748 in Spitalfields, London; † 6. Juni 1832 ebenda) war ein englischer Jurist, Philosoph und Sozialreformer.
Bentham gilt als Begründer des klassischen Utilitarismus. Er war einer der wichtigsten Sozialreformer Englands im 19. Jahrhundert und ein Vordenker des modernen Wohlfahrtsstaats. Er forderte allgemeine Wahlen, das Frauenstimmrecht, die Abschaffung der Todesstrafe, Tierrechte, die Legalisierung jeglicher sexuellen Präferenz (Homosexualität, Päderastie, Sodomie) und die Pressefreiheit. Er gilt als Vordenker des Feminismus, als Vorkämpfer der Demokratie, des Liberalismus und des Rechtsstaats. Bentham ist aber auch bekannt für seine scharfe Kritik an der französischen Menschenrechtserklärung und sein Eintreten für Wucherzinsen. Auch lieferte er Argumente für einen legitimen Einsatz der Folter und entwickelte mit dem Panoptikum ein Modell-Gefängnis, anhand dessen Michel Foucault im Zuge seiner Analyse der Disziplinarmacht moderne Techniken und Formen der Überwachung untersuchte.

## Biografie
Jeremy Bentham wurde 1748 als Sohn eines vermögenden Rechtsanwalts in der Nähe von London geboren. In seiner Jugend galt er als Wunderkind. Im Alter von nur zwölf Jahren begann er sein Studium der Rechtswissenschaften und Philosophie in Oxford. Das Studium des undurchsichtigen common law entsprach jedoch nicht seinem geistigen Temperament. Viel eher imponierten ihm die exakten Wissenschaften. Isaac Newton, Joseph Priestley und Carl von Linné wurden zu seinen intellektuellen Vorbildern. Neben den Naturwissenschaften prägten vor allem zeitgenössische Aufklärungsphilosophen wie Voltaire, David Hume, Cesare Beccaria und insbesondere Claude Adrien Helvétius Benthams Denken.

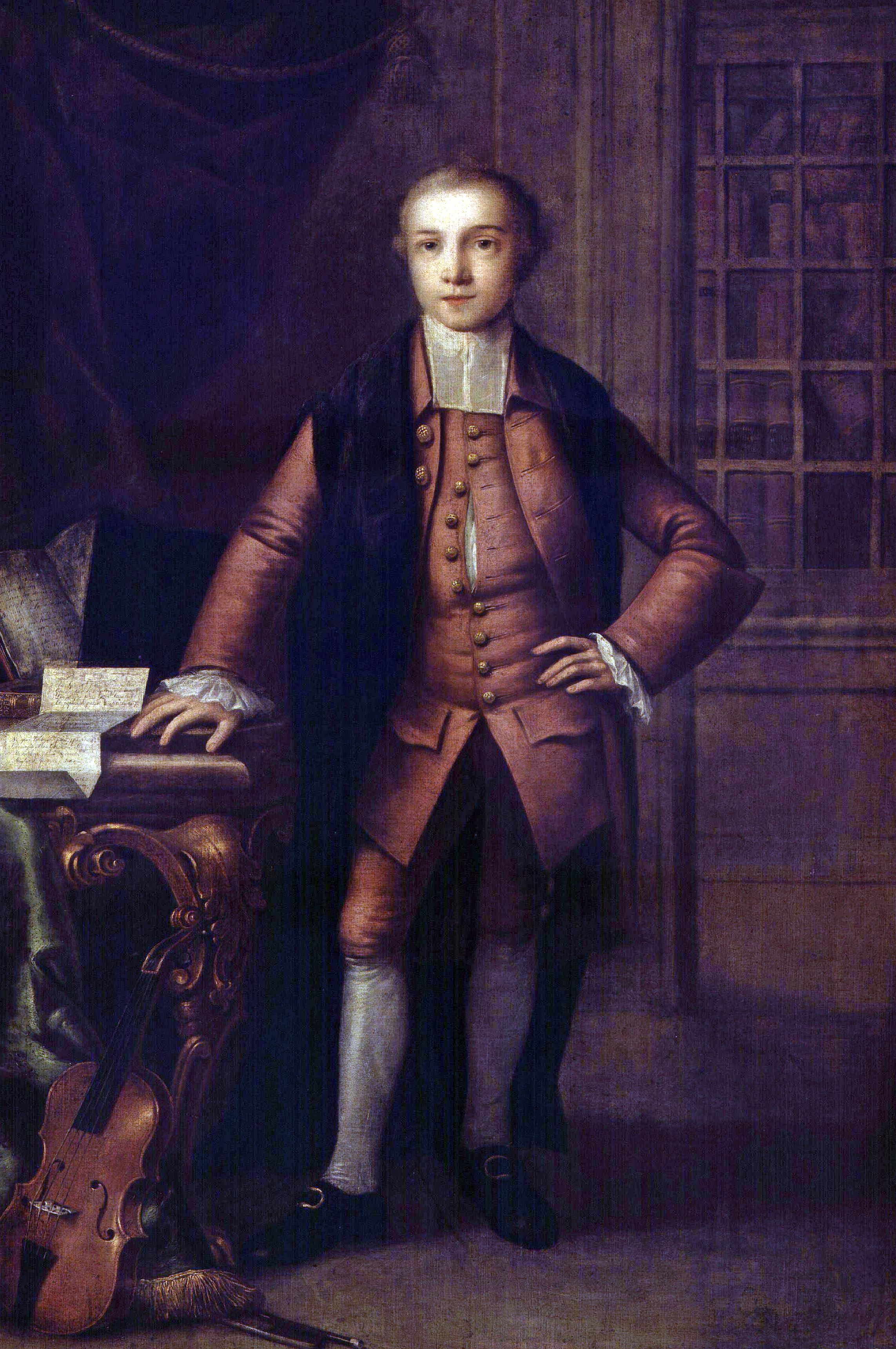
Bentham, 1760–1762

Bentham ließ sich zwar als Anwalt ausbilden, brach aber seine praktische juristische Laufbahn sehr schnell ab und widmete sich der Wissenschaft und der politischen Reform. Anfänglich wurde er vor allem in seinem Heimatland von der Öffentlichkeit kaum beachtet. Eine erste Ehrbezeichnung erhielt Bentham aus dem postrevolutionären Frankreich, wo ihm 1792 gemeinsam mit George Washington, Friedrich Schiller und Johann Heinrich Pestalozzi die französische Ehrenstaatsbürgerschaft zuerkannt wurde. In England selbst wuchs Benthams Bekanntheitsgrad erst Anfang des 19. Jahrhunderts.
Bentham war der Kopf der englischen radicals, des politischen Arms des philosophischen Utilitarismus, der die englische Innenpolitik nachhaltig beeinflusste und später in der Liberal Party aufging. Durch seine Anhänger – darunter James Mill und dessen Sohn John Stuart Mill, David Ricardo und John Austin – hatten seine Lehren großen politischen Einfluss.
Gegner schuf sich Bentham vor allem in Deutschland. In der ersten Hälfte des 19. Jahrhunderts stand Benthams radikaler Atheismus, Materialismus und Demokratismus quer zum romantisch-idealistischen Zeitgeist. Aber auch in der idealistisch und historistisch geprägten Philosophie konnte sich Benthams utilitaristische Ethik nur sehr schwer durchsetzen. Profanes Glücksstreben und Nützlichkeitskalküle standen im Widerspruch zum Zeitgeist des Klassizismus und des Biedermeier.
Der 80-jährige Goethe beispielsweise bezeichnete den ungefähr gleichaltrigen Bentham am 17. März 1830 gegenüber Johann Peter Eckermann als „höchst radikalen Narren“ und bemerkte: „In seinem Alter so radikal zu sein, ist der Gipfel aller Tollheit.“ Karl Marx fand für die Lehren Benthams nur drastische Worte: In Das Kapital. Band I schreibt Marx: „Wenn ich die Courage meines Freundes H. Heine hätte, würde ich Herrn Jeremias ein Genie in der bürgerlichen Dummheit nennen.“

## Auto-Ikone

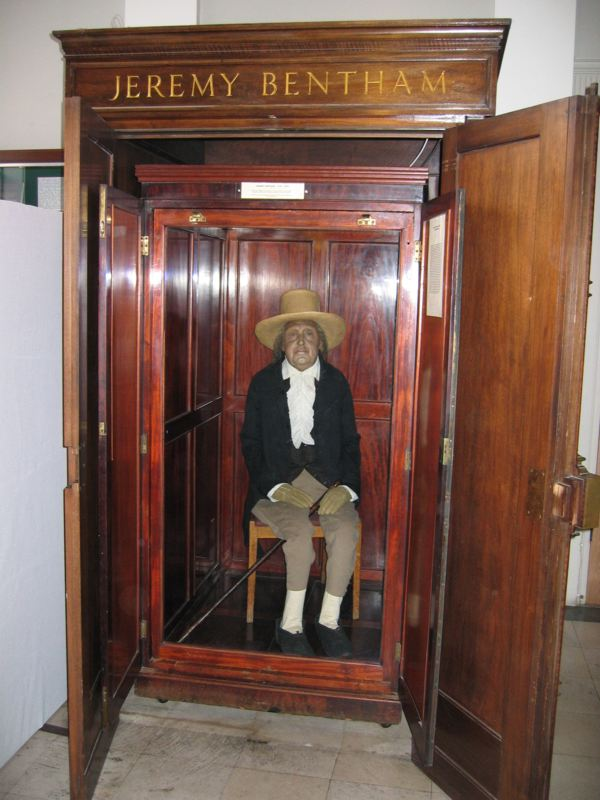
Benthams Auto-Ikone

Nach seinem Tod wurde Bentham in der Anwesenheit von Anatomiestudenten und seinen engsten Vertrauten (u. a. von seinem Freund und gleichzeitig Arzt Dr. Southwood Smith) seziert. Gemäß seinem letzten Willen wurde sein Leichnam „auto-ikonisiert“. Durch die Auto-Ikonisierung wird der Leichnam – entweder ganz oder nur der Kopf – nach den Methoden der neuseeländischen Māori mumifiziert, um ihn für die Nachwelt zu erhalten. Den Begriff der Auto-Ikone definiert Bentham als „a man who is his own image“. Durch die Auto-Ikonisierung sollte jeder Mensch über seinen Tod hinaus als Auto-Ikone sein eigenes, lebensechtes Monument bilden. Benthams Skelett wurde mit seinen Kleidern angezogen, die man mit Stroh ausstopfte. Jedoch wurde sein Kopf durch die Auto-Ikonisierung dermaßen verunstaltet, dass man für die Auto-Ikone ein Wachsmodell anfertigte. Mit dem Wachskopf und seinem Spazierstock in der Hand wurde Benthams Auto-Ikone in einer Vitrine des University College London auf einem Stuhl sitzend ausgestellt. Der mumifizierte Kopf wurde zunächst zu Füßen der Auto-Ikone mit in die Vitrine gelegt; heute wird er im College-Archiv aufbewahrt.

## Ethik

### Das Grundprinzip
Das größte Glück der größten Zahl (greatest-happiness-principle) ist das Leitprinzip von Benthams utilitaristischer Ethik. Eine Handlung bewertet sich demnach allein nach ihren sozialen Folgen: sie ist moralisch richtig, wenn sie der Allgemeinheit (bzw. der größten Zahl) nützt; sie erweist sich als moralisch falsch, wenn sie der Allgemeinheit schadet. In diesem Sinn ist die utilitaristische Ethik konsequentialistisch; d. h. innere Beweggründe spielen für die Bewertung einer Handlung keine selbstständige Rolle.
Das Prinzip des größten Glücks der größten Zahl beinhaltet die Forderung nach Gleichberechtigung, verstanden als gleiche Berücksichtigung des Glücks bei der Bewertung der Handlungsfolgen.

### Tier- und Menschenrechte
Jeremy Bentham ist einer der ersten Befürworter von Tierrechten, die er aus dem Menschen gleichen Schmerzempfinden von Tieren herleitet. Die Leidensfähigkeit war für ihn maßgebend, nicht der Besitz von Vernunft oder die Fähigkeit zu denken. Sonst dürfte man ja auch viele Menschen, zum Beispiel Säuglinge und Menschen mit schwerer geistiger Behinderung, misshandeln.

“It may one day come to be recognised that the number of the legs, the villosity of the skin, or the termination of the os sacrum are reasons equally insufficient for abandoning a sensitive being to the same fate. What else is it that should trace the insuperable line? Is it the faculty of reason or perhaps the faculty of discourse? But a full-grown horse or dog is beyond comparison a more rational, as well as more conversable animal, than an infant of a day or a week or even a month old. But suppose they were otherwise, what would it avail? The question is not, Can they reason?, nor Can they talk? but, Can they suffer?”

„Es mag der Tag kommen, an dem man begreift, dass die Anzahl der Beine, die Behaarung der Haut oder das Ende des  Kreuzbeins gleichermaßen ungenügende Argumente sind, um ein empfindendes Wesen dem gleichen Schicksal zu überlassen. Warum soll sonst die unüberwindbare Grenze gerade hier liegen? Ist es die Fähigkeit zu denken oder vielleicht die Fähigkeit zu reden? Aber ein ausgewachsenes Pferd oder ein Hund sind unvergleichlich vernünftigere sowie mitteilsamere Tiere als ein einen Tag, eine Woche, oder gar einen Monat alter Säugling. Aber angenommen dies wäre nicht so, was würde das ausmachen? Die Frage ist nicht 'Können sie denken?' oder 'Können sie reden?', sondern ‚Können sie leiden?.“

“Why should the law refuse its protection to any sensitive being? The time will come when humanity will extend its mantle over everything which breathes.”

„Warum sollte das Gesetz seinen Schutz irgendeinem empfindenden Wesen verweigern? Die Zeit wird kommen, da die Menschheit alles, was atmet, unter ihren Schirm und Schild nehmen wird.“

## Rechtslehre

Defence of usury, 1788

Bentham war der erste Vertreter eines systematischen Rechtspositivismus, der vor allem durch seinen Schüler John Austin, später aber auch durch Hans Kelsen und H. L. A. Hart großen Einfluss auf das moderne Verständnis des Rechts ausübte. Bentham entwickelte eine klare begriffliche Trennung von Moral und Recht und lehnte sowohl die Vorstellung des Naturrechts als auch die Vorstellung natürlicher Rechte vehement ab. Berühmt ist seine Einschätzung der französischen Menschenrechtserklärung als „Unsinn auf Stelzen“ (nonsense upon stilts).
Bentham ging in seiner Rechtslehre von einem extrem individualistischen Menschenbild aus. Der Mensch war für Bentham ein Nutzenmaximierer, der ohne jede Rücksicht auf seine Mitmenschen seine eigenen Interessen verfolgt. Das Gesetz habe daher die gesellschaftliche Funktion, die Bürger zur Allgemeindienlichkeit zu zwingen. Den Schlüssel für das größte Glück der größten Zahl bildet eine nach rationalen Kriterien entworfene, systematische Strafgesetzgebung, die den Bürgern ihre gesetzlichen Pflichten und die drohenden Sanktionen vor Augen halten soll. Der Begriff Kodifikation ist – wie der Begriff international – eine Wortschöpfung Benthams. Einer im vorgenannten Sinne systematisch aufgebauten Kodifikation verlangt Bentham ab, dass sie dauernd hält und Anpassungen regelmäßig nur aus Gründen des Wandels der Umgangssprache erfolgen.
Benthams – eng an Beccaria angelehnte – Theorie des Strafrechts ist geprägt vom Gedanken der Prävention. Wie später Paul Johann Anselm von Feuerbach glaubte Bentham, durch gesetzliche Strafdrohungen lasse sich der Bürger weitgehend von Rechtsbrüchen abhalten (sogenannte Theorie vom psychologischen Zwang). Sowohl das Strafgesetz als auch die Strafe selbst sollen abschrecken und ein höchstes Maß an gesellschaftlicher Konformität bewirken. Bentham sprach sich gegen das Schuldstrafrecht aus und befürwortete relative Strafzwecke: Die Strafe soll nicht den Ausgleich begangenen Unrechts bezwecken, sondern allein die Verhinderung künftigen Unrechts. Ein wichtiges Anliegen Benthams war auch die Reform des Strafvollzugs. In diesem Zusammenhang entwarf er – auf die in Russland erprobten Einrichtungen seines Bruders Samuel Bentham zurückgreifend – den Plan einer total überwachten Strafanstalt, das Panopticon.
Zum Panopticon baugleich sollten auch Lager für die Armen errichtet werden. In diesen sollten Arme unter Zwang so lange festgehalten werden, bis es diesen möglich war ihr persönliches „Selbstbefreiungskonto“ auszugleichen, das Leben in einer dieser privat geführten Einrichtungen sollte laut Bentham auf keinen Fall wünschenswerter sein, als das des Ärmsten im restlichen Land. Diese Einrichtung würde seiner Ansicht nach eine zivilisierende Funktion erfüllen.

## Verfassungslehre
In seinem Constitutional Code von 1831 entwickelt Bentham ein auf Volkssouveränität, allgemeinen Wahlen, weitestgehender Regierungstransparenz und der Meinungs- und Pressefreiheit basierendes Demokratiemodell, das gemeinsam mit den Werken von James Madison und James Mill eine der klassischen Grundlagen der heutigen liberaldemokratischen Verfassungstheorie bildet. Ausgangspunkt für seine Verfassungslehre ist der Gedanke, dass jede Form von politischer Macht die Gefahr des Machtmissbrauchs und der politischen Korruption birgt. Der Zweck der Verfassung besteht daher darin, die politischen Machthaber (Minister, Parlamentarier, Richter und Verwaltungsbeamte) durch verfassungsrechtliche Kontrollmechanismen konsequent an die Interessen der Bevölkerung zu binden. Im Unterschied zu der an Montesquieu anlehnenden klassischen Dreiteilung unterschied Bentham vier staatliche Gewalten: Neben der Legislative, der Exekutive und der Judikative führte er das Volk als Konstitutive als oberste Gewalt an. Die englische Wahlrechtsreform von 1832 – der sogenannte Reform Act – wurde maßgeblich von Bentham und seinen Mitstreitern in die Wege geleitet.

## Der Freiheitsbegriff bei Bentham
Bentham wird zusammen mit Adam Smith und John Stuart Mill „zur ersten Garde der britischen Ökonomen und Staatstheoretiker der liberalen Ära“ gezählt. Die liberale Haltung Benthams beschränkte sich jedoch auf die Wirtschaftspolitik. In allen anderen Bereichen der Gesellschaft wurde dem Staat eine zentrale Rolle zugewiesen. Weil für Bentham jeder Bürger jede Freiheit, die man ihm lässt, ausnützt, um sich auf Kosten anderer Vorteile zu verschaffen, müsse die individuelle Freiheit vom Staat so eng gefasst werden, dass durch sie kein Schaden mehr entstehen könne. Mehr als die individuelle Freiheit der Bürger interessierte Bentham deren Sicherheit. Bentham ging sogar so weit, die Sicherheit mit der Freiheit gleichzusetzen. Der Mensch ist für Bentham frei, wenn er vor Übergriffen seiner Mitbürger und Machtexzessen seiner Regierung geschützt ist und sich der Unverletzlichkeit seines Lebens, seiner Gesundheit, seiner Ehre, seiner Verträge und seines Eigentums sicher sein kann.
Die weitgehenden Rechte, die die Bürger in Benthams Staatslehre genießen, werden aber erst durch einen mächtigen staatlichen Überwachungs- und Kontrollapparat ermöglicht, der die Menschen von frühester Jugend an erzieht, schult und konditioniert, ihr Verhalten permanent überwacht und jedes Fehlverhalten durch Sanktionen bestraft und korrigiert. Durch Benthams Konzept der Freiheit als Sicherheit wirken sich auch die gravierendsten Eingriffe des Staates in die persönliche Freiheit der Bürger nicht negativ auf ihre Freiheit aus. Sie bilden vielmehr die Voraussetzung der bürgerlichen Freiheit. Bentham forderte in diesem Zusammenhang nicht nur die Stärkung des Justizsystems und der Polizei, sondern auch die erkennungsdienstliche Tätowierung der Bevölkerung und den systematischen Einsatz von Spitzeln und verdeckten Ermittlern.

## Zitate
- „Under a government of Laws, what is the motto of a good citizen? To obey punctually; to censure freely.“ (A Fragment on Government, S. 10).
- „It is the greatest happiness of the greatest number that is the measure of right and wrong“ (A Fragment on Government, preface, S. 393).
- „Nature has placed mankind under the governance of two sovereign masters, pain and pleasure. It is for them alone to point out what we ought to do, as well as to determine what we shall do. On the one hand the standard of right and wrong, on the other the chain of causes and effects, are fastened to their throne“ (Introduction to the Principles of Morals and Legislation, ch. I, 1, S. 11).
- „In the breast of every sensitive being, the general predominance of self-preference is prevalent universally: for proof take the existence of the species: look, and you will see, that upon such predominance the species is absolutely dependent for its existence“ (Economy as Applied to Office, ch. III § 1, S. 27).
- „Natural rights is simple nonsense, natural and imprescriptible rights, rhetorical nonsense, nonsense upon stilts“ (Nonsense upon Stilts, Art. 2, S. 330).
- „I do really take it for an indisputable truth, and a truth that is one of the corner stones of political science―the more strictly we are watched, the better we behave“ (Farming Defended, S. 277).
- „Morality (…) is but a means to an end. The end of morality is happiness: morality is valuable no otherwise than as a means to that end: if happiness were better promoted by what is called immorality, immorality would become a duty, virtue and vice would change places“ (Nonsense Upon Stilts, Appendix C, S. 429).
- „What means liberty? What can be concluded from a proposition, one of the terms of which is so vague? What my own meaning is, I know; and I hope the reader knows it too. Security is the political blessing I have in view: security as against malefactors on one hand – security as against the instruments of the government, on the other“ (Rationale of Judicial Evidence, Book IX Part VI, ch. I, S. 522).

## Wichtigste Werke
- A Fragment on Government (1775, publiziert 1776), in: A Comment on the Commentaries and A Fragment on Government, hrsg. von J.H. Burns/H.L.A. Hart (The Collected Works of Jeremy Bentham), London 1977, S. 391–551.
- Constitutional Code; For the Use of All Nations and All Governments Professing Liberal Opinions Vol. I (1822–30, publiziert 1830), hrsg. von Frederick Rosen/J.H. Burns (The Collected Works of Jeremy Bentham), Oxford 1983.
- Defence of Usury; Shewing the Impolicy of the Present Legal Restraints on the terms of Pecuniary Bargains, (1786–87, publiziert 1787), in: Werner Stark (Hrsg.), Jeremy Bentham's Economic Writings, Critical Edition, based on his printed works and unprinted manuscripts, Vol. I, London 1952, S. 121–207.
  - Übersetzung: Verteidigung des Wuchers. aus dem Englischen, mit einer Vorbemerkung und Anmerkungen von Richard Seidenkranz, Verlag Senging, Saldenburg, 2013, ISBN 978-3-9810161-8-5.
- Introduction to the Principles of Morals and Legislation (1780, publiziert 1789), hrsg. von J. H. Burns/H.L.A. Hart (The Collected Works of Jeremy Bentham),  London 1970, 2. Aufl. Oxford 1996,
  - deutsch auszugsweise in: Otfried Höffe, Einführung in die utilitaristische Ethik, Beck, München 1975, ISBN 3-406-06077-3.
  - Übersetzung: Eine Einführung in die Prinzipien der Moral und Gesetzgebung. aus dem Englischen von Irmgard Nash (I. – XVII. Kapitel) und Richard Seidenkranz (übrige Teile), Verlag Senging, Saldenburg, 2013, ISBN 978-3-9815841-0-3.
- Of Laws in General (1782), hrsg. von H.L.A. Hart (The Collected Works of Jeremy Bentham), London 1970.
- Panopticon, or, The Inspection-House (1787), in: The Panopticon Writings, hrsg. von Miran Božovič, London/New York 1995, S. 31–95.
  - Übersetzung: Das Panoptikum. Aus dem Englischen von Andreas Leopold Hofbauer, hrsg. von Christian Welzbacher. Matthes & Seitz Berlin, Berlin 2013, ISBN 978-3-88221-613-4.
- The Philosophy of Economic Science, in: Werner Stark (Hrsg.), Jeremy Bentham's Economic Writings, Vol. I, London 1952, S. 79–120.
- Principles of the Civil Code (1786), in: The Works of Jeremy Bentham, hrsg. von John Bowring, Band I, Edinburgh 1838–43, S. 297–364, Neudruck New York 1962.
  - Übersetzung: Prinzipien der Gesetzgebung. Arend, Köln 1833 (Digitalisierte Ausgabe der Universitäts- und Landesbibliothek Düsseldorf).

## Gedenken

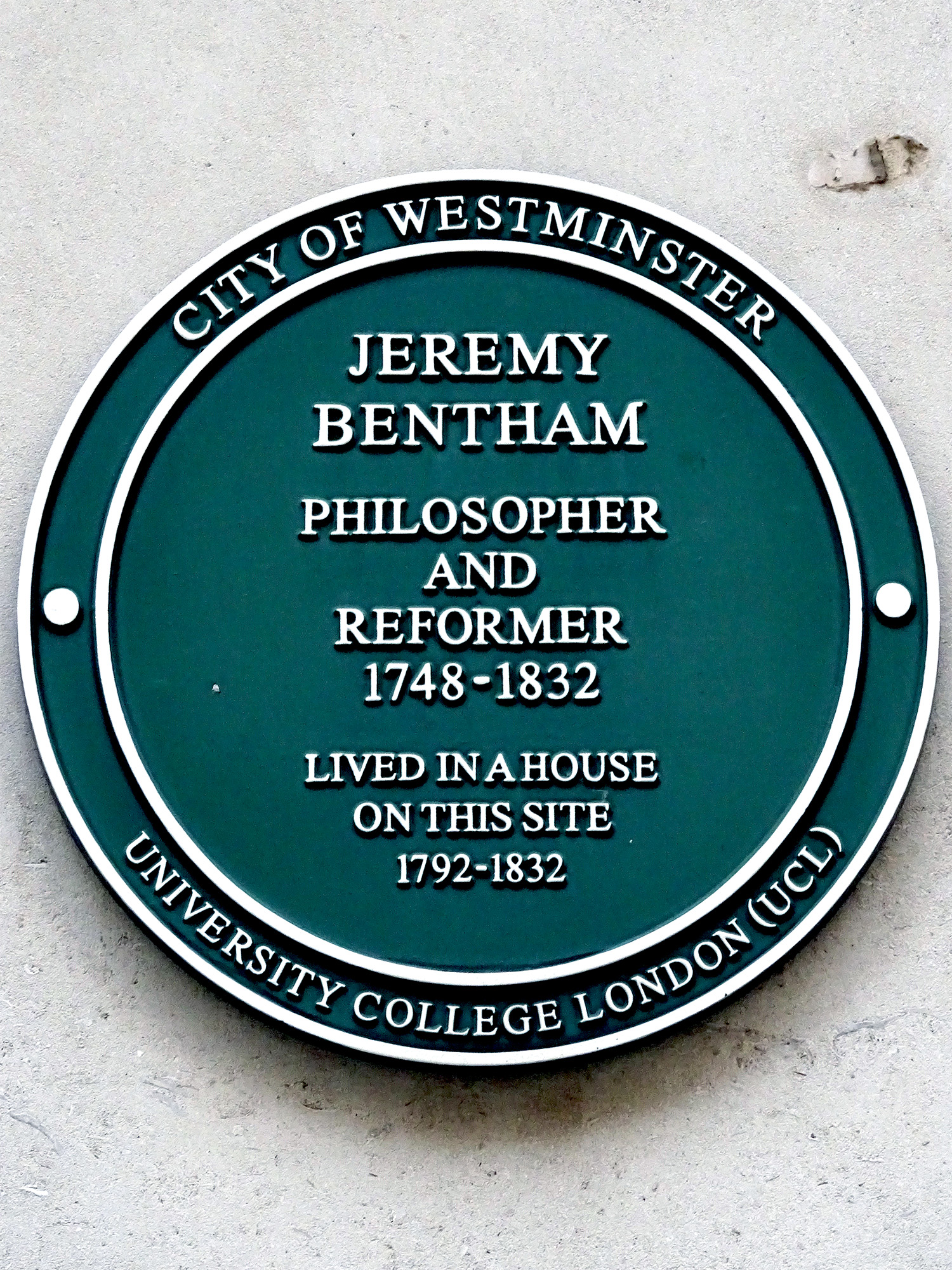
Green Plaque Jeremy Benthams am Gebäude 50 Queen Anne’s Gate in London

Zum Gedenken an Jeremy Bentham befindet sich am Gebäude 50 Queen Anne’s Gate in London eine von der City of Westminster und dem University College London angebrachte Gedenktafel. Die Inschrift lautet: Jeremy Bentham, Philosopher and Reformer, 1748–1832, lived in a house on this site. [Jeremy Bentham, Philosoph und Reformer, 1748–1832, lebte in einem Haus an dieser Stelle].

## Nachweise
1. ↑  James Steintrager: Bentham (Political Thinkers Volume V). London 2004, S. 12 f.
2. ↑  Michel Foucault: Überwachen und Strafen. Die Geburt des Gefängnisses. Suhrkamp, Frankfurt am Main 1977, S. 251–292.
3. ↑  Vgl. William Thomas, The Philosophical Radicals. Nine Studies in Theory and Practice 1817–1841, Oxford 1979, S. 446 ff.
4. ↑  zit. nach Eckermann, Gespräche mit Goethe in den letzten Jahren seines Lebens, hrsg. von Christoph Michel: Johann Wolfgang Goethe. Sämtliche Werke. Briefe, Tagebücher und Gespräche, Band 12, Frankfurt am Main 1999, S. 715; http://www.zeno.org/nid/20004867432
5. ↑  Marx, Das Kapital. Kritik der politischen Ökonomie (1867), in: Karl Marx/Friedrich Engels Gesamtausgabe, Band II/5, Berlin 1983, S. 492.; I. Band: Der Produktionsprozeß des Kapitals, Fußnote 870 http://www.zeno.org/nid/20009218653
6. ↑  Bentham, Auto-Icon; or, Farther uses of the Dead to the Living, hrsg. von James E. Crimmins in: Ders., Bentham's Auto-Icon and Related Writings, Bristol 2002, S. 2.
7. ↑  UCL Bentham Project: Auto-Icon; Bentham's Preserved Head (Memento des Originals vom 11. März 2013 im Internet Archive)  Info: Der Archivlink wurde automatisch eingesetzt und noch nicht geprüft. Bitte prüfe Original- und Archivlink gemäß Anleitung und entferne dann diesen Hinweis.
8. ↑  Nonsense upon Stilts, or Pandora's Box Opened (1795), in: Rights, Representation and Reform. Nonsense Upon Stilts and Other Writings on the French Revolution, hrsg. von Philip Schofield, Catherine Pease-Watkin und Cyprian Blamires (The Collected Works of Jeremy Bentham), Oxford 2002, S. 317–434, Art. 2, S. 330.
9. ↑  Helmut Coing: Europäisches Privatrecht 1800–1914. München 1989, ISBN 3-406-30688-8. § 1 III, S. 8.
10. ↑  Philipp Lepenies: Armut Ursachen, Formen, Auswege. Originalausgabe Auflage. München 2017, ISBN 978-3-406-69813-2, S. 31–33.
11. ↑  Vgl. Held, Models of Democracy, 3. A. Cambridge/Malden 2006, S. 75 ff.
12. ↑  Für die Bindung des Richters an die einfachen Regeln eines Gesetzes sah Bentham im Anschluss an das Gesetz einen offiziellen Kommentar vor; siehe Helmut Coing: Europäisches Privatrecht 1800–1914. München 1989, ISBN 3-406-30688-8. § 1 III, S. 9.
13. ↑  Bentham, Constitutional Code: For the Use of All Nations and All Governments Professing Liberal Opinions Vol. I, hrsg. von Frederick Rosen / J.H. Burns (The Collected Works of Jeremy Bentham), Oxford 1983, ch. IV Art. 1, S. 26.
14. ↑  Volker Müller, Staatstätigkeit in den Staatstheorien des 19. Jahrhunderts, Diss. Konstanz 1990, Opladen 1991, S. 21.
15. ↑  „The liberty which the law ought to allow of, and leave in existence, leave uncoerced, unremoved, is the liberty which concerns those acts only, by which, if exercised, no damage would be done to the community upon the whole: that is, either no damage at all, or none but what promises to be compensated by at least equal benefit“ (Bentham, Nonsense Upon Stilts, Art. 4, S. 340).
16. ↑  „That which under the name of Liberty is so much magnified, as the invaluable, the unrivalled work of Law, is not liberty, but security“; zitiert nach Long, Bentham on Liberty. Jeremy Bentham's idea of liberty in relation to his utilitarianism, Toronto/Buffalo 1977, S. 74.
17. ↑  Vgl. Bentham, Indirect Means of Preventing Crimes, in: The Works of Jeremy Bentham, hrsg. von John Bowring Band I, Edinburgh 1838–43, S. 533–580, Neudruck New York 1962, ch. XII, S. 557.
18. ↑  Open Plaques: Jeremy Bentham green plaque. In: openplaques.org. Abgerufen am 23. Mai 2023 (britisches Englisch).

| Personendaten    | Personendaten                           |
| ---------------- | --------------------------------------- |
| NAME             | Bentham, Jeremy                         |
| KURZBESCHREIBUNG | englischer Philosoph und Sozialreformer |
| GEBURTSDATUM     | 15. Februar 1748                        |
| GEBURTSORT       | Spitalfields, London                    |
| STERBEDATUM      | 6. Juni 1832                            |
| STERBEORT        | London                                  |